# Красьоха Василь Андрійович
Красьоха Василь Андрійович (*12 березня 1954, с. Хряськ Маневицького району Волинської області) — український художник-живописець. Член Національної спілки художників України (1984). Заслужений художник України (2014).
1965—1972 роки — навчання в республіканській художній школі в Києві.
1972—1978 роки — навчання в Київському художньому інституті на факультеті живопису. Викладачі: Лопухов О. М., Гурін В. І., Вітковський Л. І.
Учасник багатьох художніх виставок в Україні та за кордоном.
Роботи Василя Красьохи зберігаються у фондах Міністерства культури України, музеях та приватних збірках багатьох країн світу.

## Нагороди
- Премія імені Івана Огієнка (2024)[2]